# Фёдоров, Пётр Евгеньевич
Пётр Евге́ньевич Фёдоров (27 октября 1959, Москва, СССР — 10 марта 1999, Москва, Россия) — советский и российский актёр театра и кино, искусствовед, телеведущий.

## Биография
Пётр Евгеньевич Фёдоров родился 27 октября 1959 года в Москве в актёрской семье. Его отец — Евгений Евгеньевич Фёдоров, советский и российский театральный актёр, заслуженный артист РСФСР (1976).
В 1980 году окончил театральное училище имени Щукина и был принят в труппу Московского драматического театра на Малой Бронной.
В 1981 году Пётр Фёдоров снялся в главной роли в фильме Игоря Таланкина «Звездопад» по одноимённой повести Виктора Астафьева. Впоследствии ушёл из театра и прекратил сниматься в кино.
Занимался педагогикой. Кандидат искусствоведения, исследователь творческого наследия Евгения Вахтангова, был членом редколлегии журнала «Дельфис». Одним из первых в постсоветской России создавал и представлял в разных залах и городах программы, рассказывающие о семье Рерихов. Был главным организатором Рериховского общества в Москве.
Был соавтором и ведущим детских телепередач «Круголя», «Не зевай!», «С утра пораньше» и других программ телекомпании «Класс!»
В 1999 году вёл передачу «Зов джунглей».
10 марта 1999 года Пётр Фёдоров скончался на 40-м году жизни от рака. Похоронен на Хованском кладбище в Москве.
Его сын — Пётр Фёдоров-младший, российский актёр театра и кино, режиссёр и сценарист.

## Творчество

### Роли в театре

#### Московский драматический театр на Малой Бронной
- «Отпуск по ранению» (1980 — премьера), режиссёр Александр Дунаев
- «А всё-таки она вертится» (1981 — премьера), режиссёр Лев Дуров — Вася Лопотухин
- «Наваждение» (1982 — премьера), режиссёр В. Саркисов

### Фильмография
— главная роль

| Год  |     | Название                           | Роль                              |
| ---- | --- | ---------------------------------- | --------------------------------- |
| 1981 | ф   | Звездопад                          | Миша Ерофеев                      |
| 1981 | тсп | Любовь и картошка                  | Сергей                            |
| 1982 | тсп | Мегрэ колеблется                   | Гюс                               |
| 1982 | тсп | Солдат и змея                      | Жан                               |
| 1983 | тсп | Отпуск по ранению                  | Юра                               |
| 1983 | ф   | У опасной черты                    | Алёша, друг Сергея, военнопленный |
| 1989 | тсп | Этот фантастический мир. Выпуск 15 | Ричард Грегор                     |